# Cetyniec
Cetyniec (Tomicus) – rodzaj chrząszczy z podrodziny kornikowatych (Scolytidae).
Występuje ponad 10 gatunków zaliczanych do tego rodzaju, w Polsce żyją przedstawiciele dwóch gatunków: 
- cetyniec mniejszy
- cetyniec większy

Obydwa cetyńce to groźne szkodniki wtórne lasów sosnowych. Atakują uszkodzone drzewostany. Larwy żerują pod korą, która wskutek tego płatami odpada z drzew.